# Mahee Castle

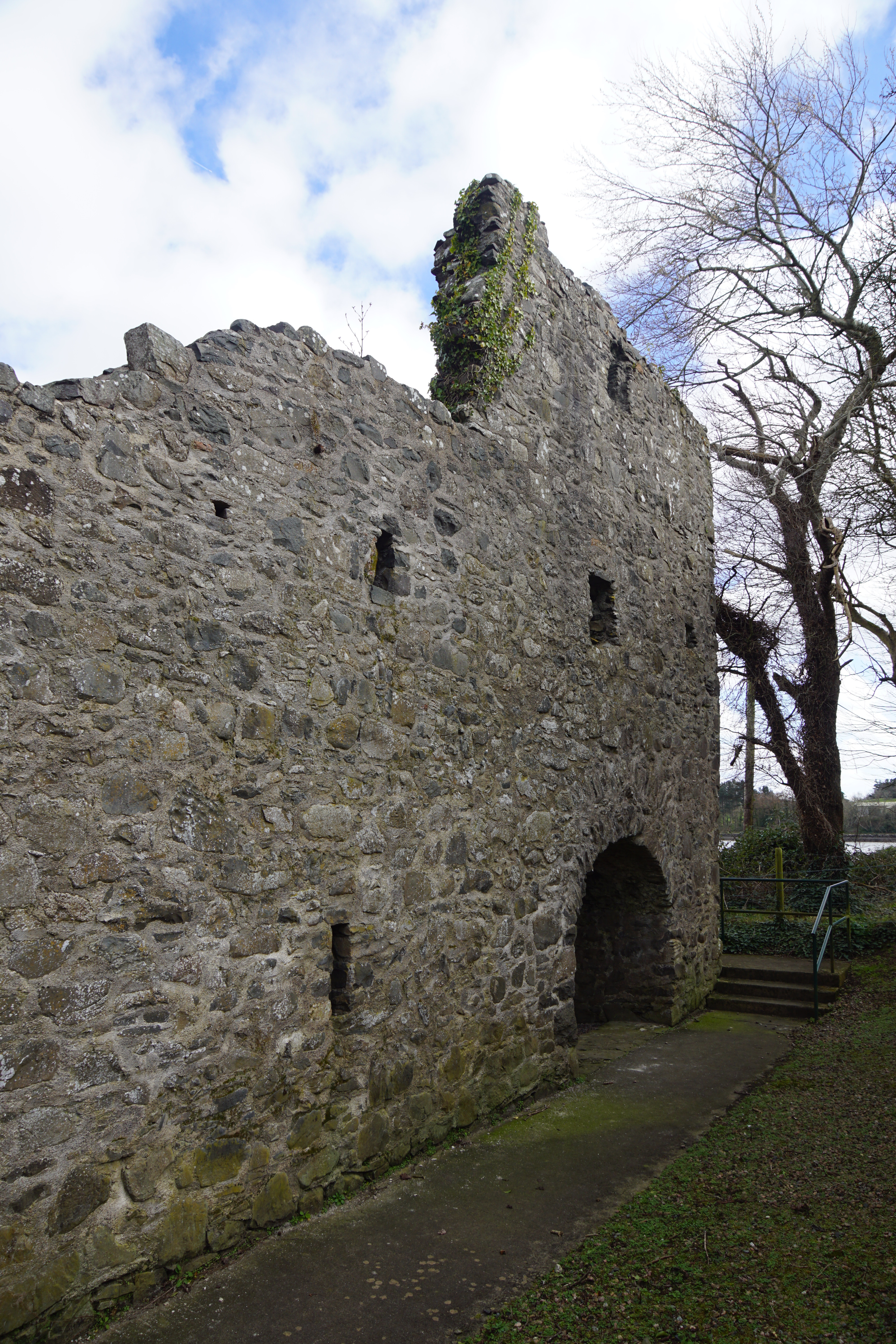
Zuidwestelijke zijde van het kasteel (achterzijde).

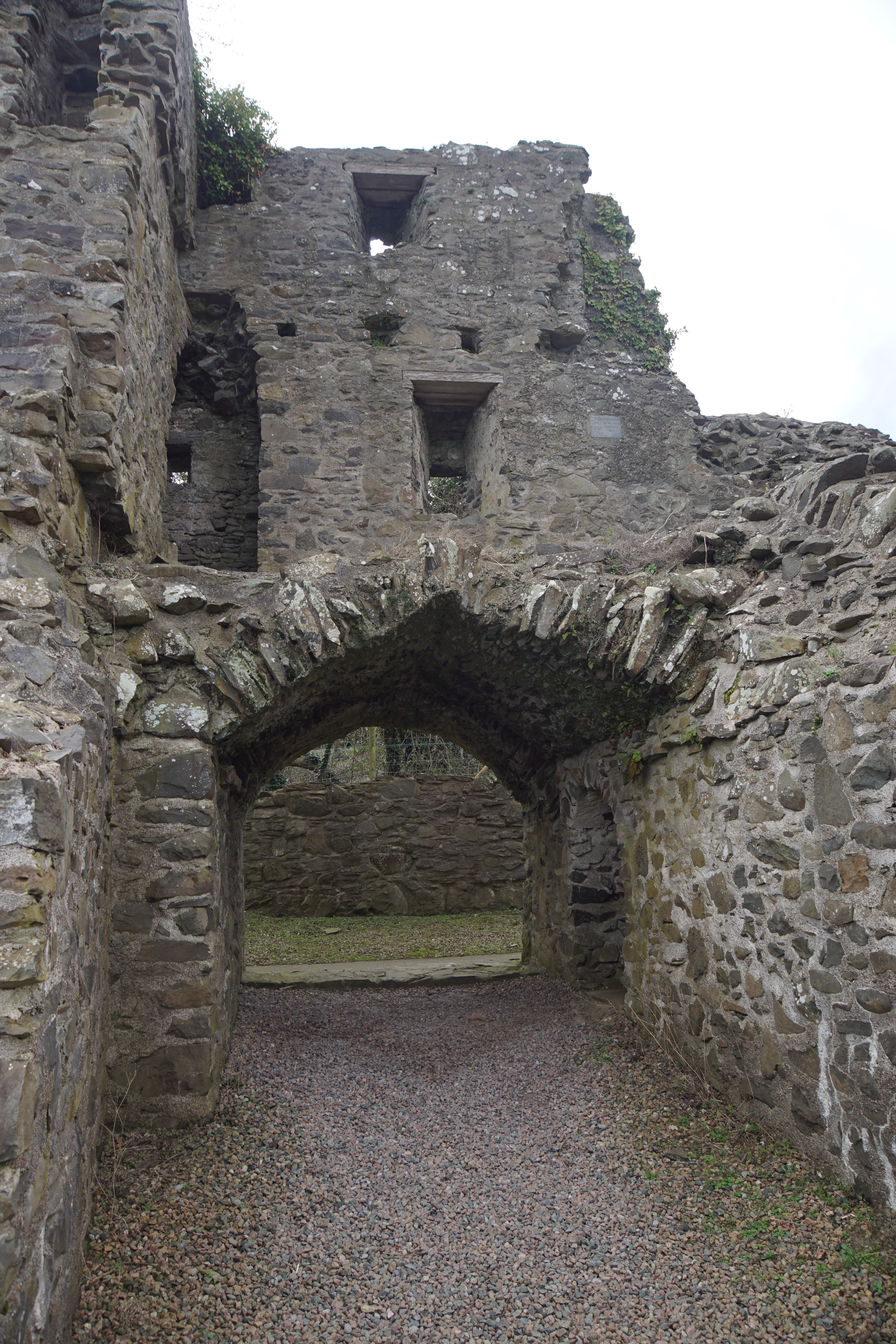
Toegang vanuit het kasteel gezien.

Mahee Castle, ook bekend als Nendrum Castle, is een zestiende-eeuws kasteel, gelegen op het eiland Mahee Island in het Strangford Lough, circa vijf kilometer ten zuidoosten van Comber in County Down, Noord-Ierland. 

## Etymologie
De naam Mahee is afgeleid van Mochaoi, de heilige die traditioneel de abdij van Nendrum op Mahee Island heeft gesticht.

## Geschiedenis
Mahee Castle werd gebouwd ergens in de vijftiende of zestiende eeuw, al wordt traditioneel het jaar 1570 gehanteerd waarbij de bouwer de Engelse militair kapitein Browne zou zijn. Het kasteel lag op een strategische locatie, namelijk in het grensgebied van de Heer van Clandeboye (aan de noordzijde) en van de Heer van Dufferin (aan de zuidzijde). Het kasteel bewaakte de doorgang tussen Mahee Island en Reagh Island.
Het kasteel werd in de late zestiende eeuw of begin zeventiende eeuw verlaten en was vervallen tot een ruïne in de late zeventiende of vroege achttiende eeuw.
In de negentiende eeuw werd er een dam met weg aangelegd vanaf Reagh Island, waardoor de noordzijde van het kasteel bedreigd werd door erosie door het getij. In 1887 en in 1923 werden er restauratiewerkzaamheden verricht aan Mahee Castle. Bij de restauratie in 1923 door H.C. Lawlor werd een steunbeer aangelegd aan de noordzijde van het kasteel met een verstevigende muur richting de noordoostelijke zijde. In 2001-2002 werden er archeologische opgravingen verricht door respectievelijk Ruaíri Ó Baoill en Philip Macdonald. In 2004 werd de ruïne geconsolideerd door de Environment and Heritage Service.

## Beschrijving
Mahee Castle heeft een relatief kleine, rechthoekige plattegrond en beslaat een oppervlakte van 12,2 meter bij 6,7 meter.. Het kasteel is gebouwd op een aangelegd terras in een drumlin. De muren zijn 1,5 meter dik behalve de zuidoostelijke muur die 1,8 meter dik is. De entree van 1,1 meter breed bevindt zich in de noordwestelijke muur waar zich een gat voor een deurbalk bevindt en een moordgat. Links van de deur was een trap naar de eerste verdieping. Het kasteel heeft twee vertrekken op de begane grond. De grootste van de twee heeft halfrond gewelfd plafond op een centrale plank. De kleinste heeft een spits gewelf gebouwd op gepaarde rieten matten. Deze kleinste ruimte is vermoedelijk een opslagruimte. Het kasteel had hierboven twee volgende verdiepingen, maar is bewaard gebleven tot een hoogte van 7,6 meter. Aan de zuidwestzijde van het kasteel is een muur gebouwd tegen de heuvel aan als deel van het aangelegde terras in de rotsheuvel.
Mahee Castle heeft in de 21e eeuw zijn toegang aan de oostelijke zijde waar de County Road loopt.

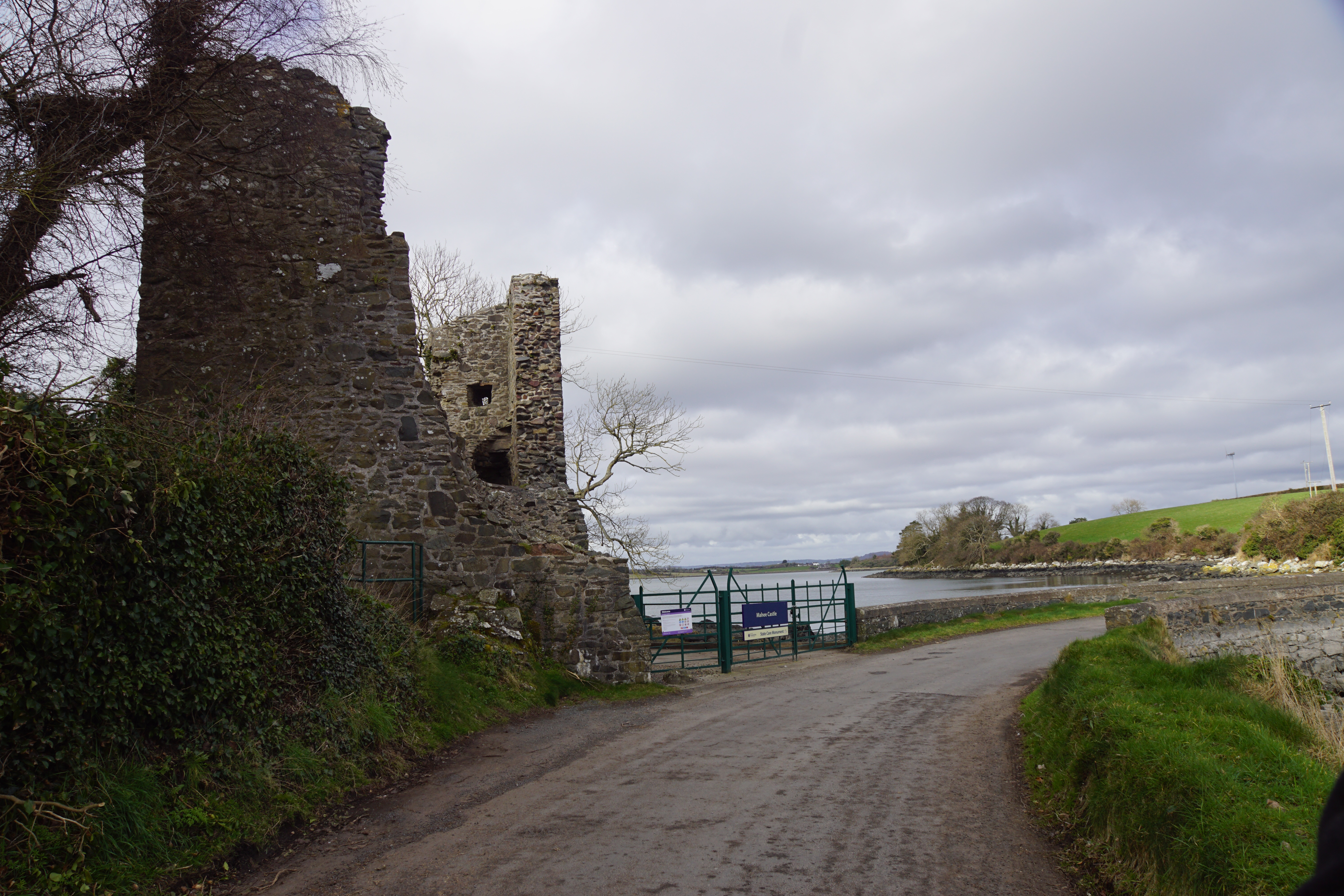
Mahee Island vanuit het zuidoosten.
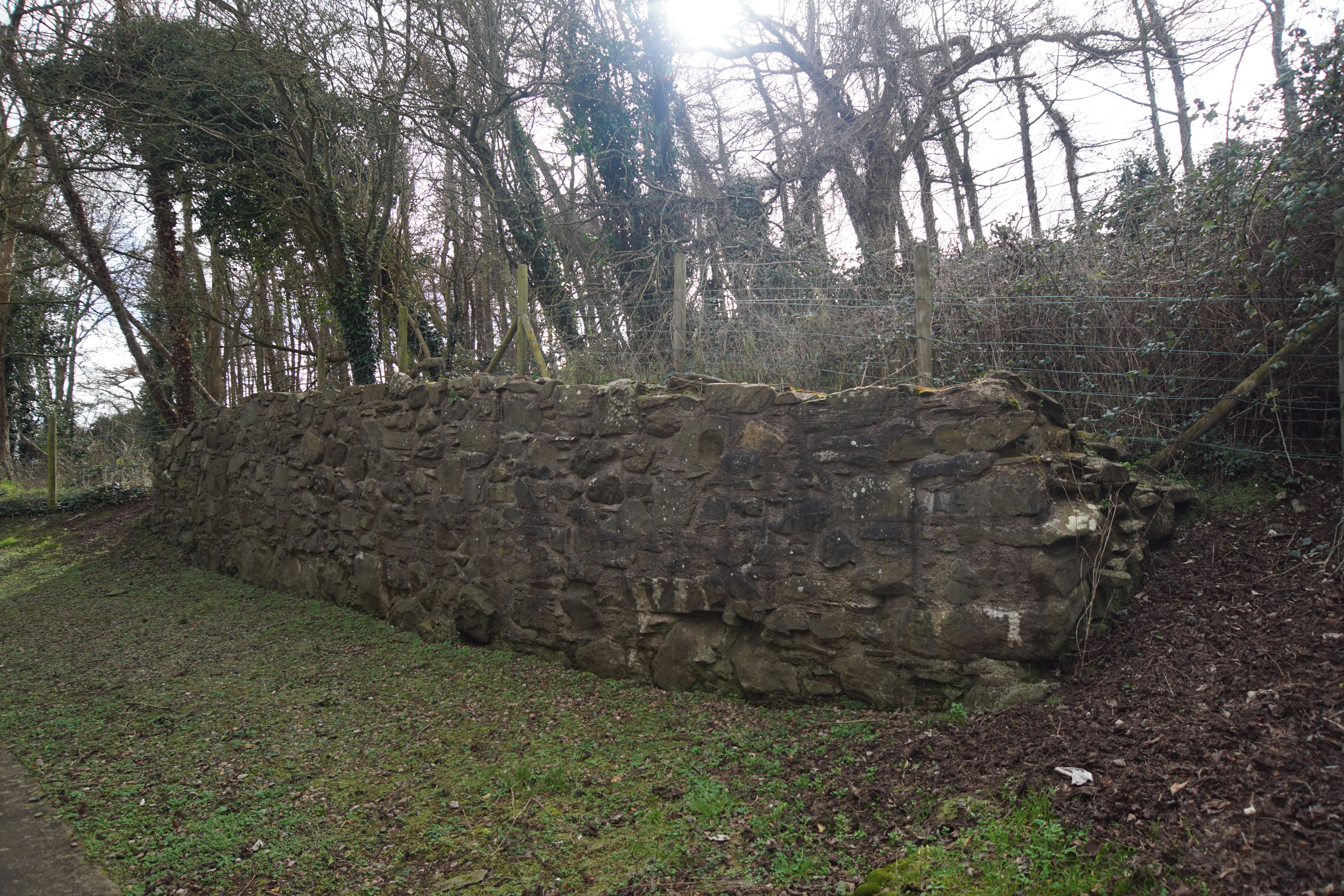
De muur aan de achterzijde van het aangelegde terras waarop het kasteel staat.
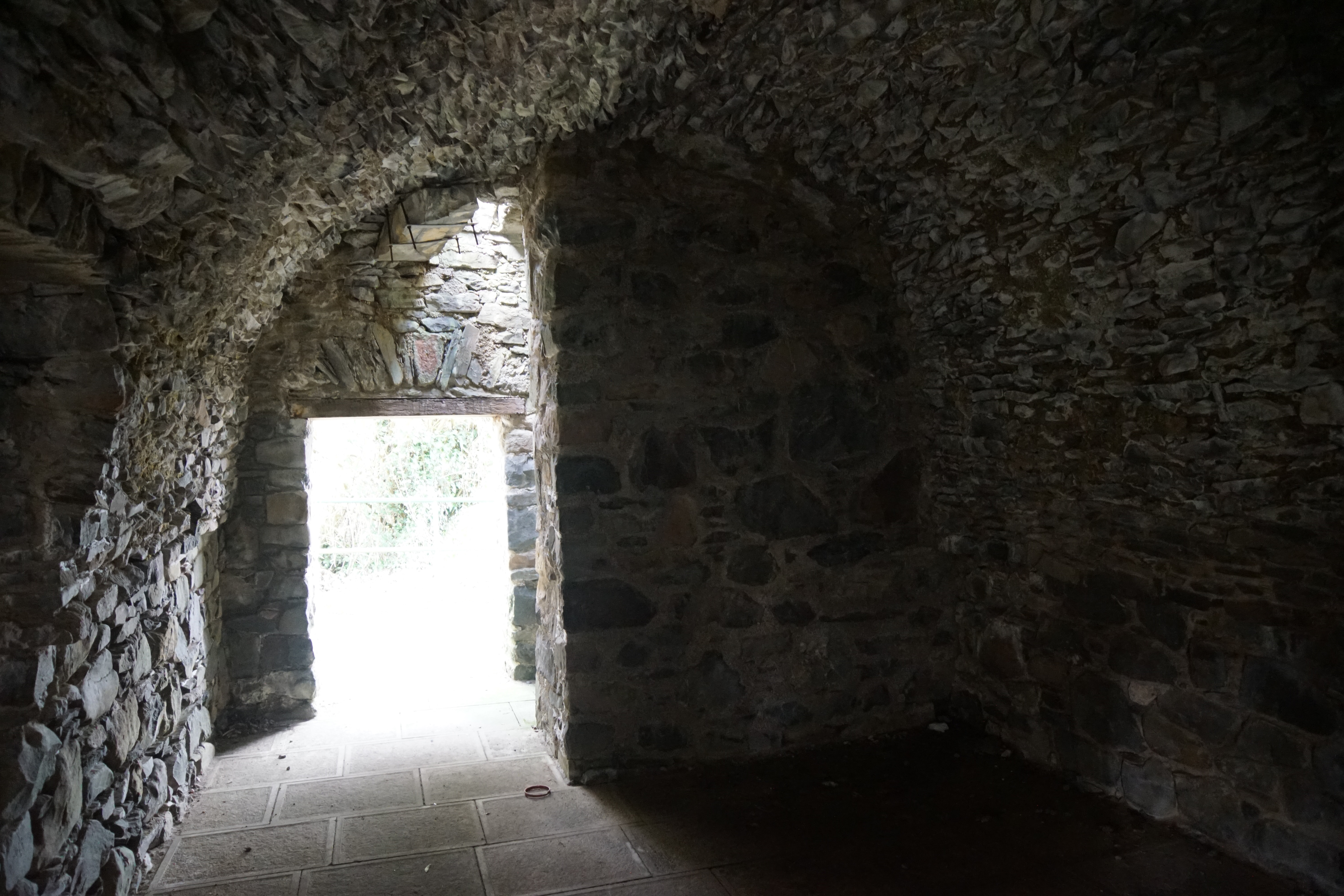
Interieur.

## Beheer
Mahee Castle is een State Care Monument net als op hetzelfde eiland gelegen Nendrum Ecclesiastical Site.